# Canton de Meudon
Le canton de Meudon est une circonscription électorale française située dans le département des Hauts-de-Seine, en région Île-de-France. À la suite du redécoupage cantonal de 2014, les limites territoriales du canton sont remaniées. Le nombre de communes du canton passe à deux (Meudon et Chaville), contre une fraction de commune, bureau centralisateur, auparavant.

## Histoire

### Département deSeine-et-Oise
Le Canton de Meudon, dans l'arrondissement de Versailles du département de Seine-et-Oise, constitué de la seule commune de Meudon, est créé par démembrement du canton de Sèvres par le décret du 28 janvier 1964.

### Département desHauts-de-Seine
Dans le cadre de la mise en place du département des Hauts-de-Seine, le canton est recréé par le décret du 20 juillet 1967, mais ne contient plus que le sud de Meudon, le surplus étant rattaché au canton d'Issy-les-Moulineaux-Ouest.
Un nouveau découpage territorial des Hauts-de-Seine entre en vigueur à l'occasion des premières élections départementales suivant le décret du 26 février 2014. Les conseillers départementaux sont, à compter de ces élections, élus au scrutin majoritaire binominal mixte. Les électeurs de chaque canton élisent au Conseil départemental, nouvelle appellation du Conseil général, deux membres de sexe différent, qui se présentent en binôme de candidats. Les conseillers départementaux sont élus pour 6 ans au scrutin binominal majoritaire à deux tours, l'accès au second tour nécessitant 12,5 % des inscrits au 1er tour. En outre la totalité des conseillers départementaux est renouvelée. Ce nouveau mode de scrutin nécessite un redécoupage des cantons dont le nombre est divisé par deux avec arrondi à l'unité impaire supérieure si ce nombre n'est pas entier impair, assorti de conditions de seuils minimaux. Dans les Hauts-de-Seine, le nombre de cantons passe ainsi de 45 à 23.
Dans ce cadre, le canton est maintenu, et contient la totalité des communes de Meudon et Chaville (issue de l'ancien canton de Chaville).

## Représentation

### Représentation avant 2015

#### Seine-et-Oise
| Période | Période | Identité           | Étiquette     | Qualité                                                                       |
| ------- | ------- | ------------------ | ------------- | ----------------------------------------------------------------------------- |
| 1964    | 1967    | Georges Langrognet | SFIO puis DVG | Instituteur puis directeur d'école Conseiller municipal de Meudon (1953-1959) |

#### Hauts-de-Seine
| Période         | Période          | Identité           | Étiquette        | Qualité |
| --------------- | ---------------- | ------------------ | ---------------- | --- |
| 1967            | 1973             | Georges Langrognet | SFIO puis DVG    | Instituteur |
| 1973            | 2004             | Henry Wolf         | DVG puis UDF-PSD | Maire de Meudon (1983 → 1999) Président de l'IIBRBS Président du groupe UDF au conseil général (1973 → 2004) |
| 2004            | 2012 (démission) | Hervé Marseille    | UDF puis NC      | Conseiller d'État Maire de Meudon (1999 → 2017) Conseiller régional d'Île-de-France (1992 → 2004) Vice-président du Conseil général (2004-2011) Sénateur des Hauts-de-Seine (2011 → ) Président du Syctom (2014 → 2017) Démissionnaire à la suite de son élection comme sénateur |
| 18 février 2012 | 2015             | Audrey Jenback     | UMP              | Ethno-archéologue |

### Représentation depuis 2015
| Période élective | Période élective | Mandat | Mandat   | Identité       | Nuance | Nuance | Qualité |
| ---------------- | ---------------- | ------ | -------- | -------------- | ------ | ------ | --- |
| 2015             | 2021             | 2015   | 2021     | Denis Larghero |        | UDI    | Ancien collaborateur d'André Santini 11e vice-président chargé du développement économique Maire-adjoint (2008 - 2017) puis maire de Meudon (2017 → ) Conseiller général du canton d'Issy-les-Moulineaux-Ouest (2002 - 2015) |
| 2015             | 2021             | 2015   | 2021     | Armelle Tilly  |        | LR     | Adjointe au maire de Chaville Responsable de Sens commun 92 |
| 2021             | 2028             | 2021   | en cours | Denis Larghero |        | UDI    | Conseiller sortant, 5ème Vice-Président du conseil départemental (Attractivité du territoire et développement numérique) |
| 2021             | 2028             | 2021   | en cours | Armelle Tilly  |        | LR     | Conseillère sortante, 12ème Vice-Présidente du conseil départemental (Solidarités et affaires sociales) |

### Résultats détaillés

#### Élections de mars 2015
À l'issue du 1er tour, deux binômes sont en ballottage : Denis Larghero et Armelle Tilly (Union de la Droite, 41,41 %) et Cécile Ardans-Vilain et Denis Maréchal (PS, 23,04 %). Le taux de participation est de 48,80 % (21 674 votants sur 44 418 inscrits) contre 46,11 % au niveau départemental et 50,17 % au niveau national.
Au second tour, Denis Larghero et Armelle Tilly (Union de la Droite) sont élus avec 61,95 % des suffrages exprimés et un taux de participation de 45,02 % (11 640 voix pour 19 998 votants et 44 418 inscrits).

#### Élections de juin 2021
Le premier tour des élections départementales de 2021 est marqué par un très faible taux de participation (33,26 % au niveau national). Dans le canton de Meudon, ce taux de participation est de 39,36 % (16 918 votants sur 42 982 inscrits) contre 35,09 % au niveau départemental. À l'issue de ce premier tour, deux binômes sont en ballottage : Denis Larghero et Armelle Tilly (Union au centre et à droite, 59,71 %) et Monique Couteaux et Moumene Hadji (DVG, 31,58 %).
Le second tour des élections est marqué une nouvelle fois par une abstention massive équivalente au premier tour. Les taux de participation sont de 34,36 % au niveau national, 37,05 % dans le département et 41 % dans le canton de Meudon. Denis Larghero et Armelle Tilly (Union au centre et à droite) sont élus avec 66,08 % des suffrages exprimés (11 261 voix pour 17 625 votants et 42 993 inscrits),,.

## Composition

### Composition de 1964 à 1967
Le canton de Meudon était constitué de la totalité de la commune de Meudon.

### Composition de 1967 à 2015
Le canton recouvrait le sud de la commune de Meudon délimitée au nord, selon la toponymie du décret de 1967, « par l'axe de la rue Henri-Savignac, l'axe de la route des Gardes (jusqu'au boulevard Anatole-France), l'axe du boulevard Anatole-France (jusqu'au sentier des Blancs), l'axe du sentier des Blancs, l'axe de la rue des Galons, l'axe de la rue de Paris (jusqu'à la ruelle Saint-Germain), l'axe de la ruelle Saint-Germain (jusqu'à l'avenue du Maréchal-
Joffre), l'axe de l'avenue du Maréchal-Joffre (jusqu'à la rue de Belgique) et l'axe de la rue de Belgique ».
Le nord de la commune était inclus dans le canton d'Issy-les-Moulineaux-Ouest.

### Composition depuis 2015
Le canton regroupe désormais deux communes entières.
| Nom                            | Code Insee | Intercommunalité         | Superficie (km2) | Population (dernière pop. légale) | Densité (hab./km2) | Modifier                                    |
| ------------------------------ | ---------- | ------------------------ | ---------------- | --------------------------------- | ------------------ | ------------------------------------------- |
| Meudon (bureau centralisateur) | 92048      | Métropole du Grand Paris | 9,90             | 46 722 (2022)                     | 4 719              | modifier les données · modifier les données |
| Chaville                       | 92022      | Métropole du Grand Paris | 3,55             | 20 198 (2022)                     | 5 690              | modifier les données · modifier les données |
| Canton de Meudon               | 9217       |                          | 13,45            | 66 920 (2022)                     | 4 975              | modifier les données                        |

## Démographie

### Démographie avant 2015
| 1962 | 1968 | 1975 | 1982 | 1990   | 1999   | 2006   | 2011   | 2012   |
| ---- | ---- | ---- | ---- | ------ | ------ | ------ | ------ | ------ |
| -    | -    | -    | -    | 37 756 | 36 791 | 36 069 | 35 353 | 35 402 |

### Démographie depuis 2015
En 2022, le canton comptait 66 920 habitants, en évolution de +1,93 % par rapport à 2016 (Hauts-de-Seine : +2,75 %, France hors Mayotte : +2,11 %).
| 2013   | 2018   | 2022   |
| ------ | ------ | ------ |
| 64 760 | 66 450 | 66 920 |